# Обработка резанием
Обрабо́тка ре́занием — вид механической обработки, заключающаяся в образовании новых поверхностей отделением поверхностных слоёв материала с образованием стружки. Осуществляется путём снятия стружки режущим инструментом (резцом, фрезой и т. п.).

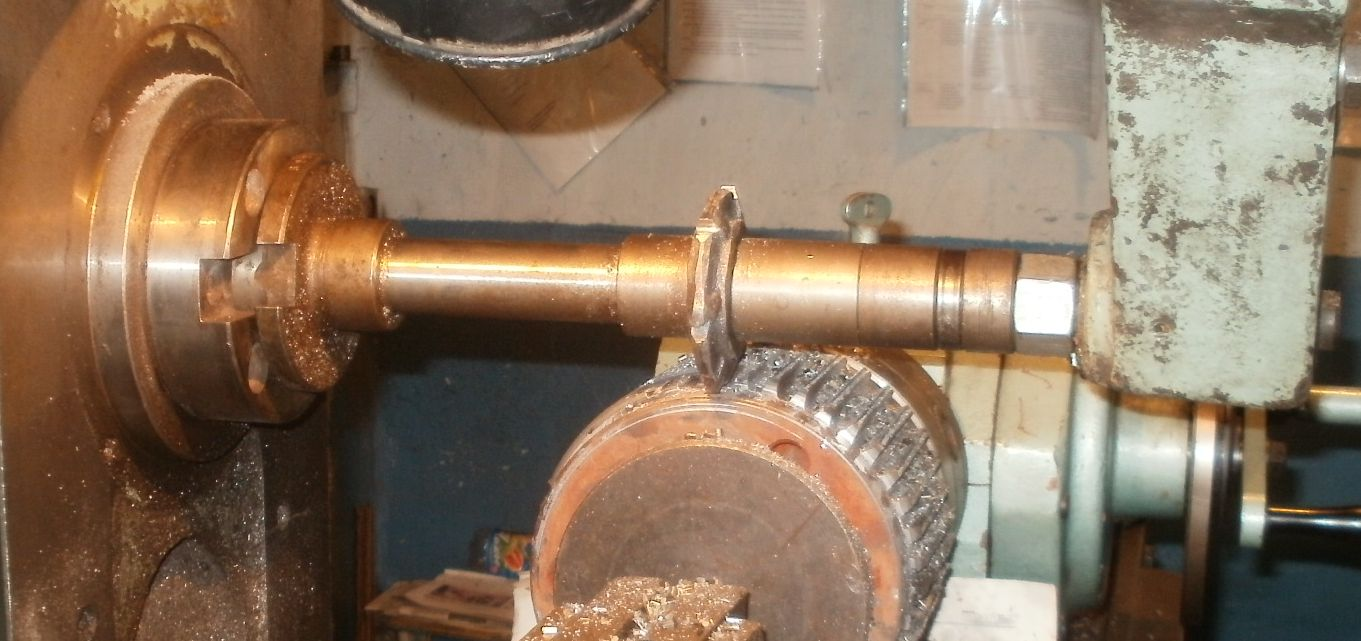
Нарезание шлицев на горизонтально-фрезерном станке.

## История
Основоположником учения о механическом резании был русский учёный Иван Тиме, который в конце XIX века впервые исследовал процесс стружкообразования (взаимосвязь геометрии режущего инструмента с режимами обработки и силы резания). Дальнейшее развитие наука о резании получила в работах Константина Зворыкина и Андрея Брикса о силе, действующей на контактные поверхности инструмента.

## Виды обработки резанием
- Точение (фасонное точение, копировальное точение, обтачивание, растачивание, подрезание, разрезание);[2].
- Осевая обработка (сверление, рассверливание, зенкерование, зенкование, развёртывание, цекование);
- Строгание, долбление;
- Фрезерование (периферийное, торцовое, круговое, охватывающее, попутное);
- Протягивание (внутреннее, наружное), прошивание;
- Шлифование;
- Отделочные методы (полирование, доводка, притирка, хонингование, суперфиниширование, шевингование);
- Деформирующее резание;
- Опиливание.